# Erioptera (Mesocyphona) portoricensis
Erioptera (Mesocyphona) portoricensis is een tweevleugelige uit de familie steltmuggen (Limoniidae). De soort komt voor in het Neotropisch gebied.